# Pierre Durand
Pierre Durand (Saint-Seurin-sur-l'Isle, 16 de fevereiro de 1955) é um ginete de francês, especialista em saltos, campeão olímpico.

## Carreira
Pierre Durand representou seu país nos Jogos Olímpicos de 1984 e 1988, na qual conquistou a medalha de ouro nos salto individual e bronze por equipes em 1988.